# Mary Albertson
Mary Albertson (née le 21 juin 1838 et décédée en 1914 à Nantucket) est une astronome, botaniste, comissaire d'exposition et conservatrice de musée américaine.